# Catocala fratercula
Catocala fratercula là một loài bướm đêm trong họ Erebidae.